# Hail Satan?
Hail Satan? es un documental estadounidense de 2019 sobre El Templo Satánico, el cual incluye sus orígenes y la base de su activismo político. Dirigida por Penny Lane, la película se estrenó en el Sundance Film Festival 2019 y en los Estados Unidos el 19 de abril de 2019, distribuida por Magnolia Pictures. Muestra a los satanistas trabajando para preservar la separación de la iglesia y el estado contra el privilegio percibido de la derecha cristiana.

## Producción
Lane quería combatir la visión generalizada del pánico satánico de los años setenta hasta los noventa, durante el cual los satanistas fueron descritos como violadores y asesinos, generalmente de niños. La edición de la película se produjo en aproximadamente seis meses, "concurrente con la mayor parte del rodaje". Lane tomó la decisión consciente de omitir detalles conocidos sobre el conflicto interno dentro de la organización y las críticas externas de otros satanistas. Después de completar la edición, Lane se unió al Templo Satánico como miembro.

## Recepción
En el agregador de reseñas Rotten Tomatoes, la película tiene una calificación de aprobación del 97% basada en 99 reseñas, con una calificación promedio de 7.6 / 10. El consenso crítico del sitio web dice: "Hail Satan? Desafía las nociones preconcebidas de su tema con un despacho inteligente, ingenioso y entretenido, en general desde la primera línea de lucha por la justicia social". En Metacritic, la película tiene una puntuación promedio ponderada del 76%, basada en 28 críticos, lo que indica "críticas generalmente favorables".